# Евгений Мелитуполски
Евгений (на гръцки: Ευγένιος, Евгениос) е гръцки духовник, епископ на Вселенската патриаршия.

## Биография
Роден е в кападокийския град Бор (Порос). Чичо е на бъдещия мелитуполски епископ Евгений. През септември 1845 година е избран и по-късно е ръкоположен за мелитуполски епископ и е назначен за викарий на Константинополската архиепископия и наместник на „Света Неделя“ в Кондоскали. По-късно става наместник на енория „Рождество Богородично“ в Галата и на енория „Св. св. Теодор Тирон и Теодор Стратилат“ във Вланка, където остава до смъртта си. Умира в Цариград на 14 април 1877 година.